# Hans W. Fasching

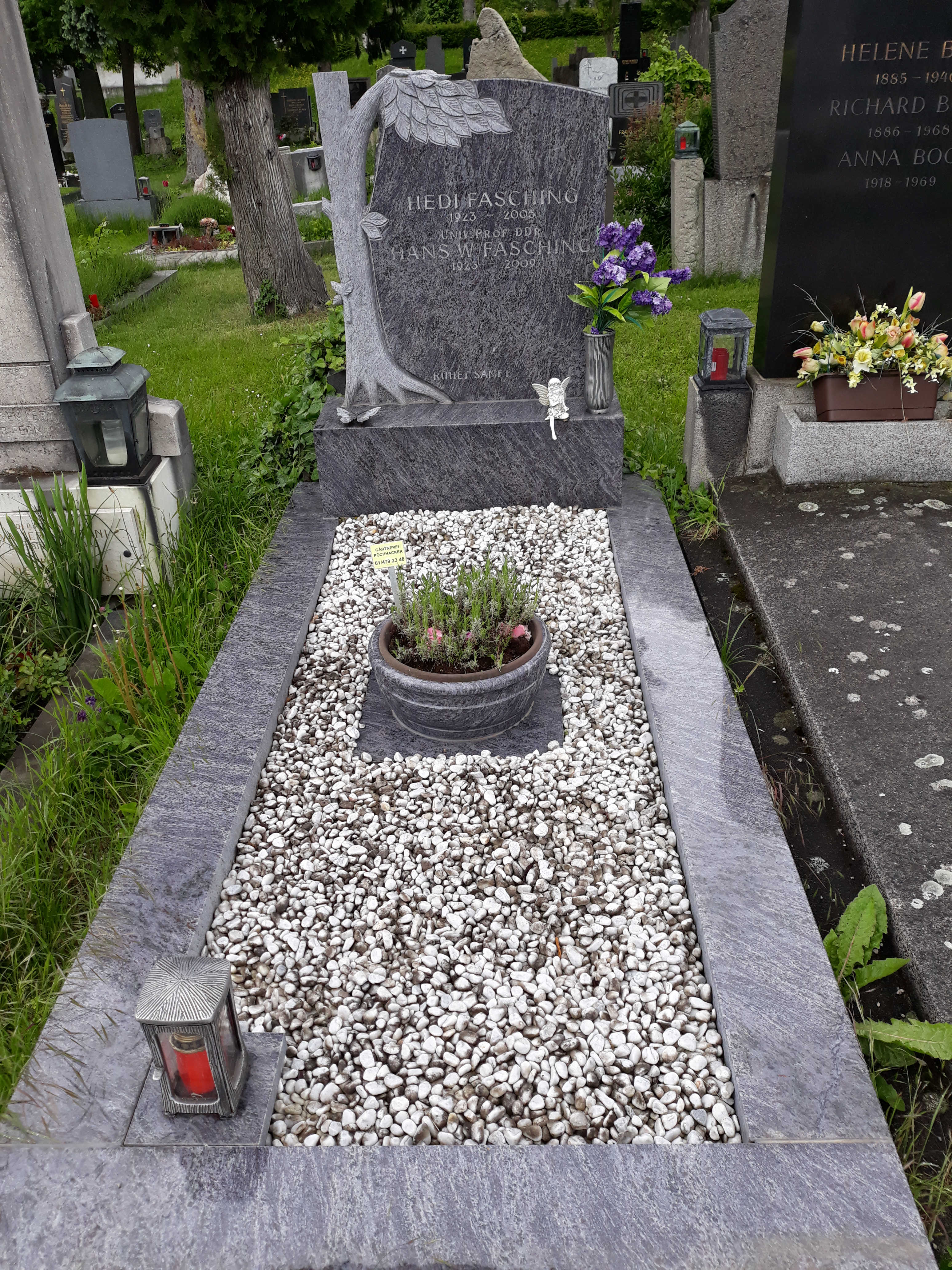
Das Grab von Hans W. Fasching und seiner Ehefrau Hedi auf dem Gersthofer Friedhof in Wien

Hans W. Fasching (* 5. Juni 1923 in Erlach, Niederösterreich; † 27. Oktober 2009; vollständiger Name: Johann Josef Walter Fasching) war ein österreichischer Jurist, Richter und Universitätsprofessor.

## Leben und Wirken
Fasching wurde am 5. Juni 1923 in Erlach, Niederösterreich geboren. Er maturierte im März 1941 an einem humanistischen Gymnasium in Wien. Er studierte ab 1946 an der Universität Graz und wurde am 7. Februar 1949 zum Doktor der Rechtswissenschaften promoviert; 1950 erwarb er das Doktorat der Staatswissenschaften. Nach Gerichtspraxis und Tätigkeit als Rechtsanwaltsanwärter trat er in den richterlichen Vorbereitungsdienst ein und wurde 1952 zum Richter ernannt. Als Richter war er – unter anderem – am Evidenzbüro des OGH tätig. 1956 habilitierte sich Fasching – betreut von Universitätsprofessor Hans Schima – im Fach Zivilgerichtliches Verfahren mit der Habilitationsschrift „Das Verfahren zur Feststellung der ehelichen und der unehelichen Abstammung“. 1962 wurde er als außerordentlicher, 1964 als ordentlicher Universitätsprofessor im Fach Zivilgerichtliches Verfahren an der Universität Wien ernannt. Im Studienjahr 1971/72 war Fasching Dekan der Rechtswissenschaftlichen Fakultät der Universität Wien. Er war Habilitationsvater der Universitätsprofessoren Wolfgang Jelinek (1972), Peter Böhm (1982), Andreas Konecny (1992), Michael Bydlinski (1992) und Thomas Klicka (1994).
Fasching war von 1958 bis 1982 ständiger Delegierter Österreichs in der Kommission für Internationales Recht und für Zivilprozessrecht in der Union Internationale des Magistrats sowie Mitglied und – seit 1974 – Vorstand der Vereinigung der Zivilprozessrechtslehrer. Die Nationale und Kapodistrias-Universität Athen verlieh Fasching ein Ehrendoktorat.
Hans W. Fasching wurde auf dem Gersthofer Friedhof in Wien bestattet.

## Publikationen

### Herausgebertätigkeit (gemeinsam mit Andreas Konecny)
- Kommentar zu den Zivilprozessgesetzen² I, EGJN, JN samt EuGVÜ/LGVÜ (2000)
- Kommentar zu den Zivilprozessgesetzen² II/1, EGZPO, §§ 1-73 ZPO (2002)
- Kommentar zu den Zivilprozessgesetzen² II/2, §§ 74-225 ZPO samt ZustG (2003)
- Kommentar zu den Zivilprozessgesetzen² III, §§ 226-460 ZPO (2004)
- Kommentar zu den Zivilprozessgesetzen² IV/1, §§ 461-576 ZPO (2007)
- Kommentar zu den Zivilprozessgesetzen² IV/2, §§ 577-618 ZPO (2007)
- Kommentar zu den Zivilprozessgesetzen² V/1, EuGVVO EuBVO EuVTVO §§ 39, 39a JN §§ 63-73, 283, 291a-291c ZPO (2008)
- Kommentar zu den Zivilprozessgesetzen², Ergänzungsband Zustellgesetze (2008)
- Kommentar zu den Zivilprozessgesetzen², V/2, EuEheKindVO, EuMahnVO, EuZVO, EuUVO, Erg JN, ZustG (2010)
- Kommentar zu den Zivilprozessgesetzen², Registerband: Abkürzungsverzeichnis, Sachregister (2011)

### Bücher
- Das Verfahren zur Feststellung der ehelichen und unehelichen Abstammung (1955).
- Kommentar zu den Zivilprozeßgesetzen. Großkommentar in Lieferungen ab April 1959. 4 Bände (1959–1971).
  - I. Band: Jurisdiktionsnorm samt Einführungsgesetz (1959);
  - II. Band: Einführungsgesetz zur ZPO; §§ 1-225 ZPO (EinführungsG und §§ 1-170, 190 von Fasching; §§ 171-189, 191-225 von Neuwirth) (1962);
  - III. Band: §§ 226-460 ZPO(1966);
  - IV. Band: §§ 461-602 ZPO; Schlußanhang (Nebengesetze); Register (1971);
  - Ergänzungsband (Verfahrenshilfe; mittlerweile erfolgte Gesetzesänderungen) (1974).
- Die Grenzen der Bindung des Zivilgerichtes an Erkenntnisse des Strafgerichtes. Gutachten für den Dritten Österreichischen Juristentag 1967.
- Probleme des Revisionsverfahrens (1971).
- Schiedsgericht und Schiedsverfahren im österreichischen und im internationalen Recht (1973).
- Konkurs, Ausgleich und Zwangsvollstreckung bei Gemeinden (1983).
- Lehrbuch des österreichischen Zivilprozeßrechts (1984); Lehrbuch des österreichischen Zivilprozeßrechts - Ergänzungsheft (1987).
- Das neue Verfahren in Arbeits- und Sozialrechtssachen; Schriftenreihe Niederösterreichische Juristische Gesellschaft 46 (1987).
- Verfassungsmäßige Gerichtsorganisation. Gutachten für den Zehnten Österreichischen Juristentag 1988 (1988).
- Lehrbuch des österreichischen Zivilprozeßrechts, 2. Auflage (1990).
- Kommentar zu den Zivilprozessgesetzen, 2. Auflage, Großkommentar in Lieferung ab 2000
  - I Band: Einleitung, EGJN (mit der Ausnahme von Art IX);
  - II Band, 1. Teilband: Einleitung;
  - III Band: Einleitung, §§ 226 – 229, 411 (diesen gemeinsam mit Klicka);
  - IV Band, 1. Teilband: Einleitung.